# Station Jakobsberg
Jakobsberg is een station van de pendeltåg aan de Mälarbanan op 17,4 km ten noorden van Stockholm C.

## Geschiedenis

### Stationsgebouwen

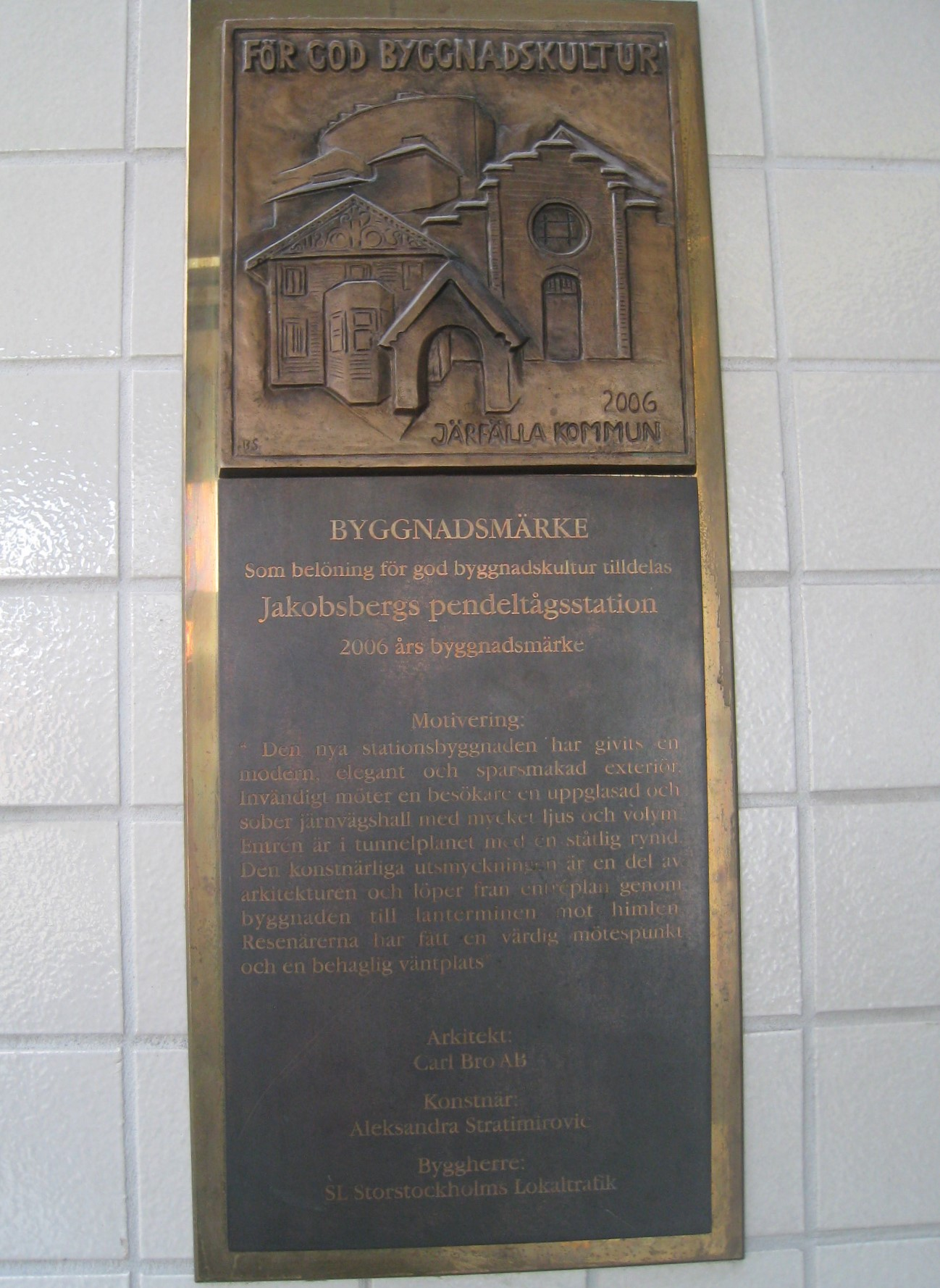
Het bouwlabel voor het station

Het station werd in 1876 door de SWB geopend tegelijk met haar enkelsporige Västeråsbanan tussen Stockholm en Köping. In 1961 werd het dubbelspoor voltooid en kwam er een reizigerstunnel naar het eilandperron. In 1967 werd het streekvervoer in Stockholms län ondergebracht bij SL die een nieuw stationsgebouw op het eilandperron liet bouwen. Het nieuwe station werd in 1971 opgeleverd, waarbij de reizigerstunnel ook een toegang kreeg aan de westzijde van het spoor. Het stationsgebouw uit 1876 werd toen buiten gebruik gesteld. In 1980 werd het station vergroot en in 2005 werd, wederom op het eilandperron, een nieuw stationsgebouw opgetrokken. Dit station werd ontworpen door Helena Rönnkvist architect bij Carl Bro Arkitekter. Aleksandra Stratimirovic nam de vormgeving en decoratie voor haar rekening. Als beloning voor het resultaat kreeg het station in 2006 het bouwlabel van de gemeente Järfälla. De gemeente Järfälla kent ieder jaar een "bouwlabel" toe om de persoon of personen te belonen die een "goede bouwcultuur" hebben bevorderd bij de bouw van nieuwe gebouwen en voorzieningen of zorgdragen voor cultuurhistorisch, ecologisch of artistiek waardevolle gebouwen en voorzieningen in de gemeente. De prijs wordt toegekend door de Commissie Milieu en Bouwvergunningen.

### Spoorverdubbeling
In 2021 werd het aantal sporen uitgebreid van twee naar vier, waarbij de buitenste worden gebruikt door treinen die niet stoppen in Jakobsberg. Hierdoor ontstaat een veel grotere capaciteit en is gebruikelijk op drukke spoorwegen, metrosystemen en trams. De Zweedse spoorbeheerder is sinds 2016 bezig om de Mälarbanan uit te bouwen van twee sporen naar vier sporen tussen Tomteboda en Kallhäll. De 20 kilometer tussen Tomteboda en Kallhäll is een van de drukste van het land. De verbouwing van Jakobsberg was het sluitstuk van het traject Barkarby-Kallhäll, het eerste deel van de spoorverdubbeling van de Mälarbanan. De stations Kallhäll en Barkarby werden geheel opnieuw gebouwd, sinds 2019 zijn de vier sporen ten noorden van Spånga in gebruik. Het gebied bij Tomteboda wordt gedomineerd door een groot rangeerterrein voor vrachtverkeer. De sporen worden maximaal gebruikt in de spits en dit betekent dat opstoppingen en vertragingen veel voorkomen. De werkzaamheden ten zuiden van Spånga bestaat vooral uit tunnelbouw door Sundbyberg en Solna. De bouw van de tunnel begint in 2024 te starten en de werkzaamheden zullen naar verwachting acht jaar duren. Reizigers die met de forensentrein vanaf station Jakobsberg gaan reizen, krijgen hinder van de werkzaamheden omdat het treinverkeer soms moet worden stilgelegd.
Met vier sporen kunnen meer treinen vaker en stipt rijden en worden de treinverbindingen in de regio Stockholm, Mälardalen en heel Zweden verbeterd. De Mälarbanan is een belangrijk onderdeel van het Zweedse spoorwegnet en verbindt Örebro, Västerås en Enköping met Stockholm. De Mälarbanan wordt ook gebruikt door de pendeltåg, het forensenspoornetwerk van Stockholm. De binnenste sporen van de vier worden toebedeeld aan de pendeltåg zodat langeafstands- en regionale treinen op de buitenste sporen kunnen inhalen. Het project van de uitbouw van de Mälarbanan van twee naar vier sporen is een van de grootste infrastructuurprojecten van Zweden.

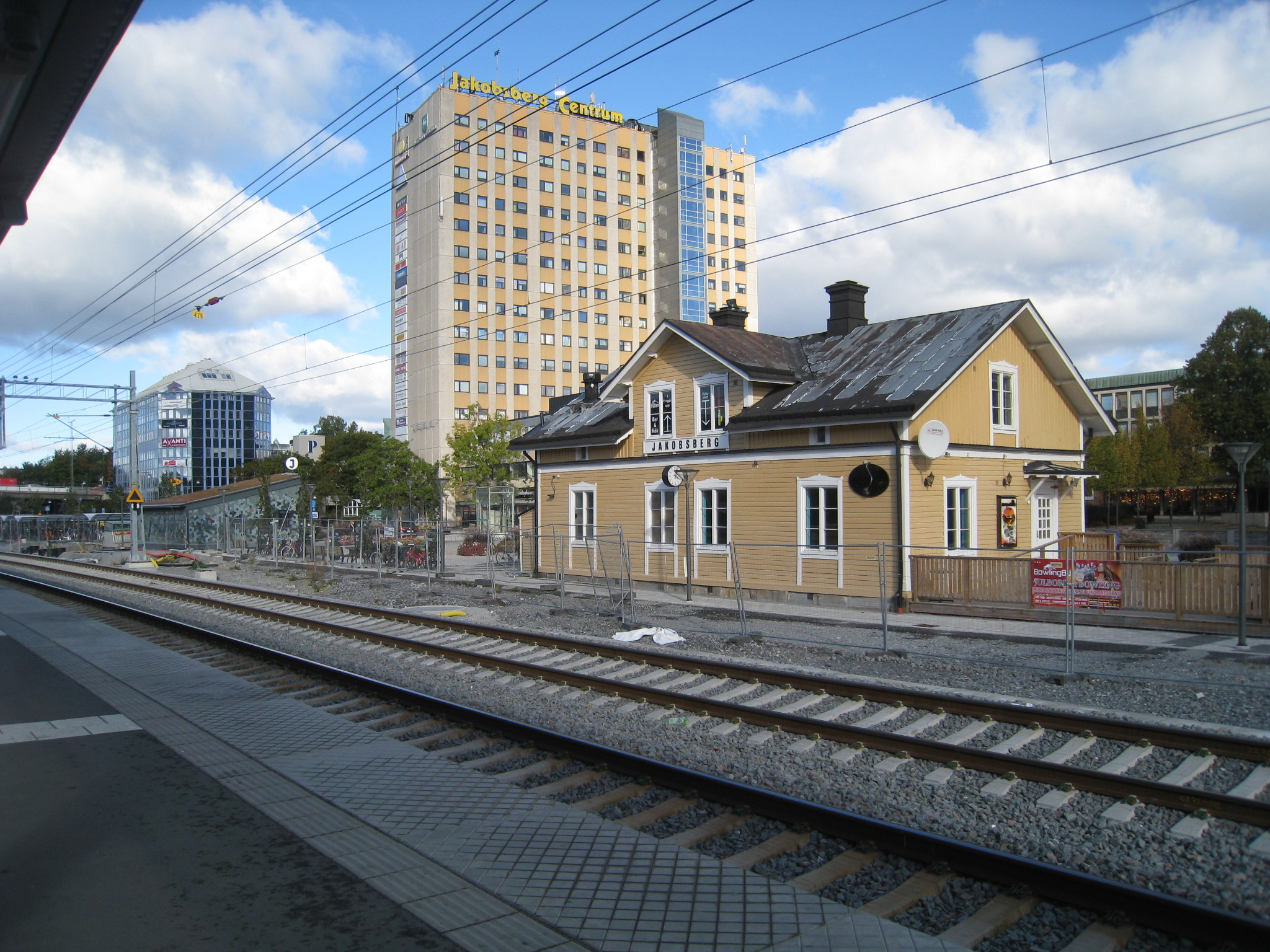
Het stationsgebouw uit 1876.
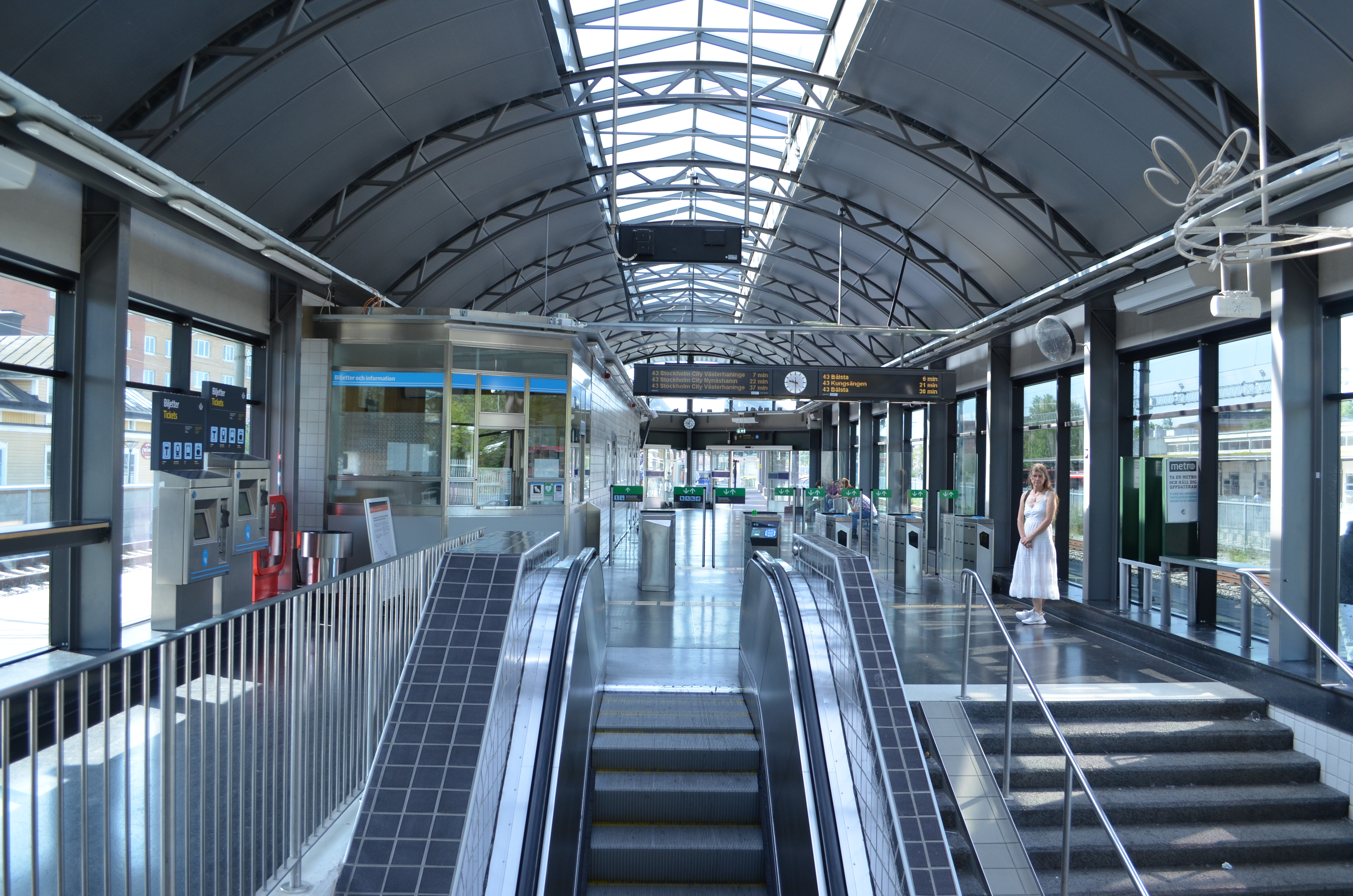
Interieur van het station.
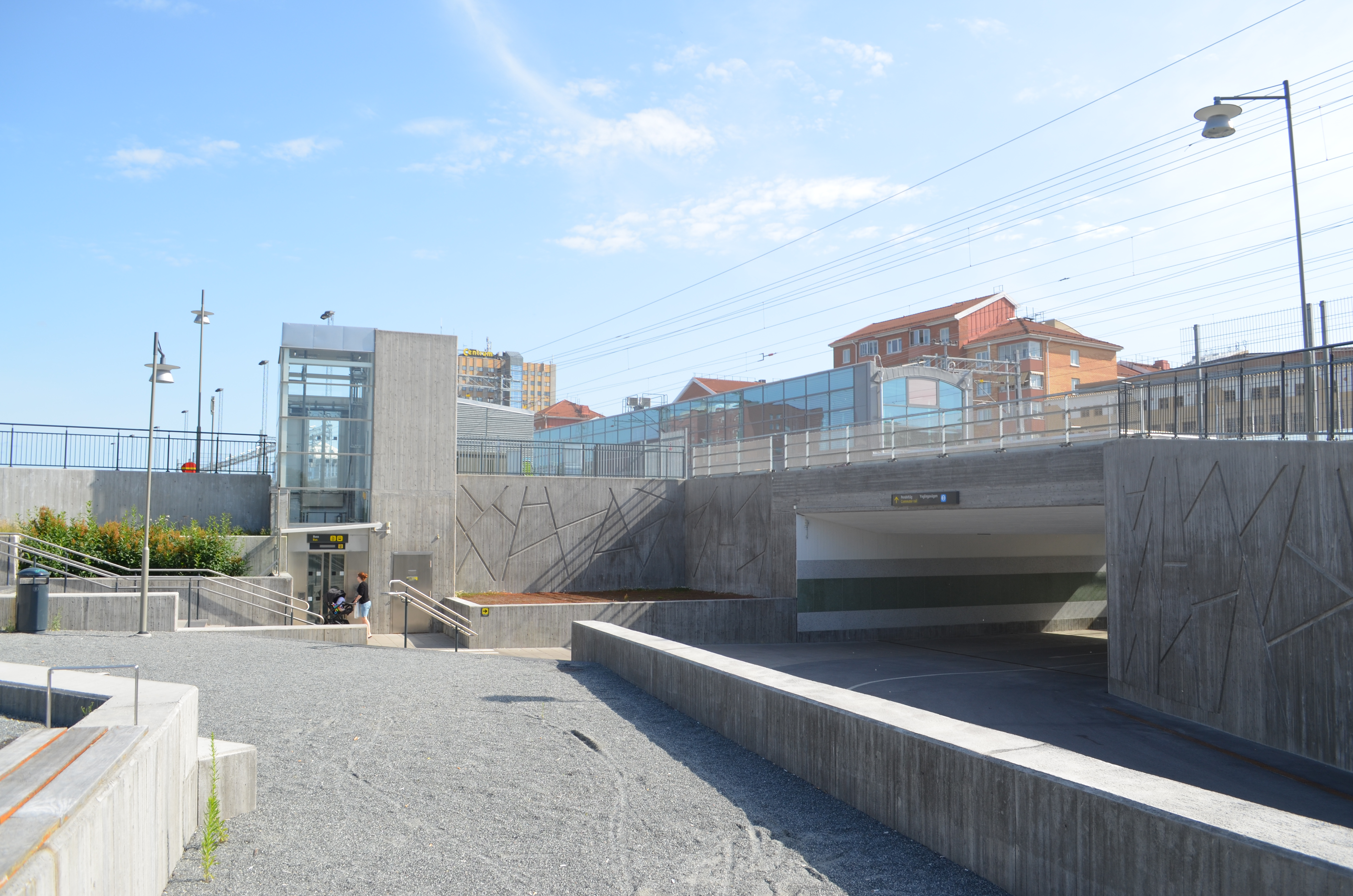
De zuidelijke toegang.

## Ligging en inrichting
Op 4 september 2017 opende de Zweedse spoorwegbeheerder een nieuwe zogenaamde secundaire ingang en een nieuwe voetgangers- en fietstunnel bij station Jakobsberg voor het publiek. Toen werden zowel een nieuwe ingang van het station als een volledig nieuwe doorgang onder het spoor opengesteld. De toegang tot het stationsgebouw op het eilandperron gaat via trappen, een roltrap en een lift tussen de tunnel en de stationshal. De stationshal heeft een buffet, winkels en kaartverkoop en biedt toegang tot het perron via OV-poortjes. Daklichten in de tunnel zorgen voor een goede lichtinval en zorgen voor een aangename omgeving. De bouw van de tunnel vond plaats in het kader van de uitbouw van Mälarbanan naar vier sporen. De tunnel is ongeveer 10 meter breed en 25 meter lang. De bouwtijd voor de nieuwe tunnel en de ingang van station Jakobsberg was 2,5 jaar en de kosten bedroegen ongeveer SEK 200 miljoen. Het station uit 1876 werd verschoven om plaats te maken voor het nieuwe westelijke spoor. Naast de tunnel tussen het busstation aan de westkant en het centrum die toegang biedt tot de stationshal is bij het zuideinde van het perron een tweede toegang tot het perron gebouwd. Met ongeveer 10.200 instappers per dag behoort het station tot een van de 15 drukste stations van Zweden. 